# جزيرة رولاس
جزيرة رولاس (بالبرتغالية: Ilhéu das Rolas‏) هي جزيرة صغيرة في القارة الإفريقية تابعة لدولة ساو تومي وبرينسيب. تقع على خط الاستواء، مقابل الطرف الجنوبي لجزيرة ساو تومي، ويفصل بينهما قناة رولاس. يبلغ ارتفاعها الأقصى 96 مترًا (315 قدمًا). ويبلغ عدد سكانها 76 نسمة حسب تعداد عام 2012. وهي جزء من مقاطعة كاوي. يمكن الوصول إلى الجزيرة عن طريق العبّارة فقط من بونتا باليا في جزيرة ساو تومي. ويوجد على الجزيرة منارة تم بناؤها في عام 1929، يبلغ ارتفاعها البؤري 106 مترًا (348 قدمًا) ويبلغ مداها 12 ميلًا بحريًا (22 كم؛ 14 ميلًا). كما يوجد في الجزيرة منتجع بيستانا إكوادور.

## التاريخ
ذكرت الجزيرة باسم "إيلي دي رول" في خريطة عام 1665 بواسطة يوهانس فينغبونز. وذكرت باسم "إي دي رول" في خريطة عام 1780 بواسطة أ. دالريمبل. كما أن الضابط في البحرية البرتغالية والمؤرخ غاغو كوتينهو (1869-1959)، أرسل على رأس بعثة جيوديسية إلى ساو تومي بين عامي 1915 و1918، حيث وُضِعَت علامات كأساس لشبكة جيوديسية في الأرخبيل. ثم أجرى عمليات الرصد الخاصة بالتثليث والقياس الأساسي الدقيق والأرصاد الفلكية.
وخلال هذه المهمة أثبت غاغو كوتينيو أن جزيرة رولاس تمر عبر خط الاستواء. ونُشرت خريطتها في عام 1919، إلى جانب تقرير البعثة الجيوديسية في جزيرة ساو تومي 1915-1918، والذي اعتُبر رسميًا أول عمل كامل في مجال الجيوديسيا العملية في المستعمرات البرتغالية.

## الطبيعة
تزخر الجزيرة بعددٍ كبير من الحيوانات والنباتات. بعض الأنواع المتوطنة هي أبو بريص جريف العملاق، والطيور مثل طائر برينيا ساو تومي وحباك ساو توميه والضفادع مثل Phrynobatrachus leveleve وSchistometopum thomense.

## معرض الصور

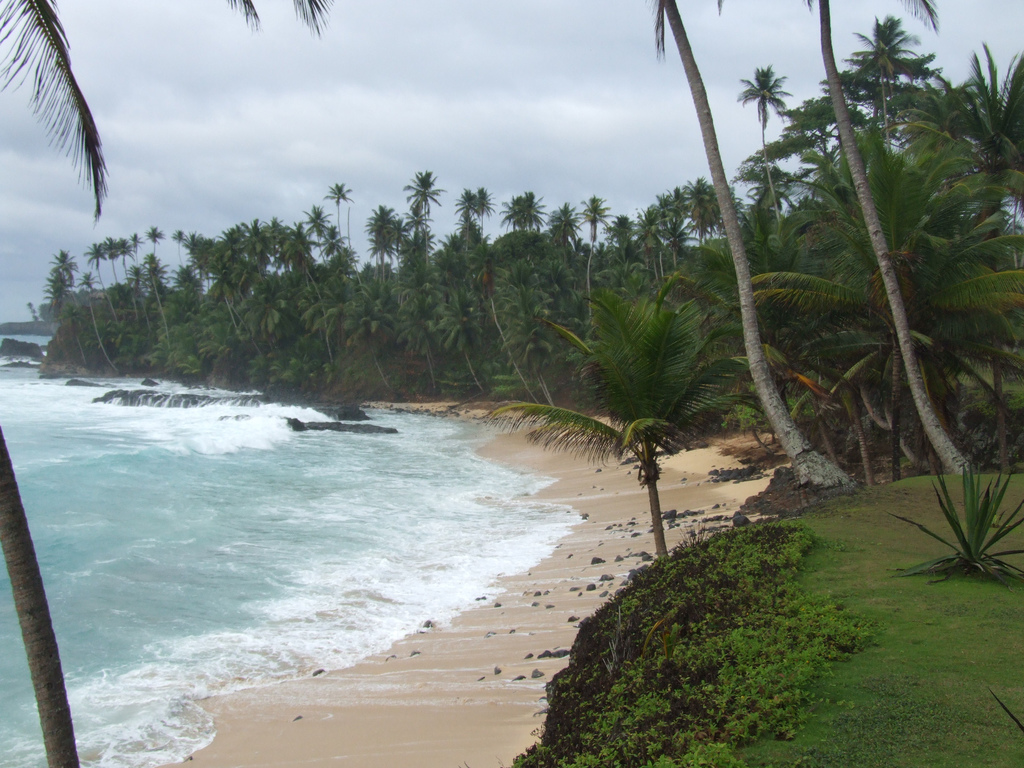
شاطئ سانت أنطونيو
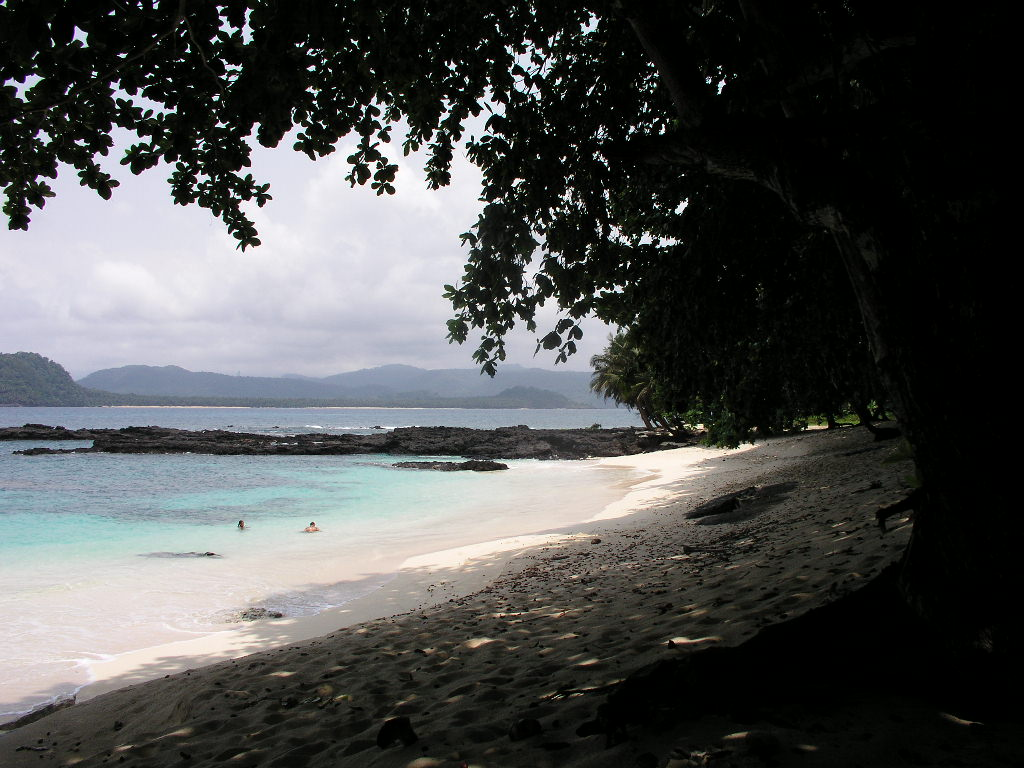
مشهد الشاطئ في ساو تومي وبرينسيبي
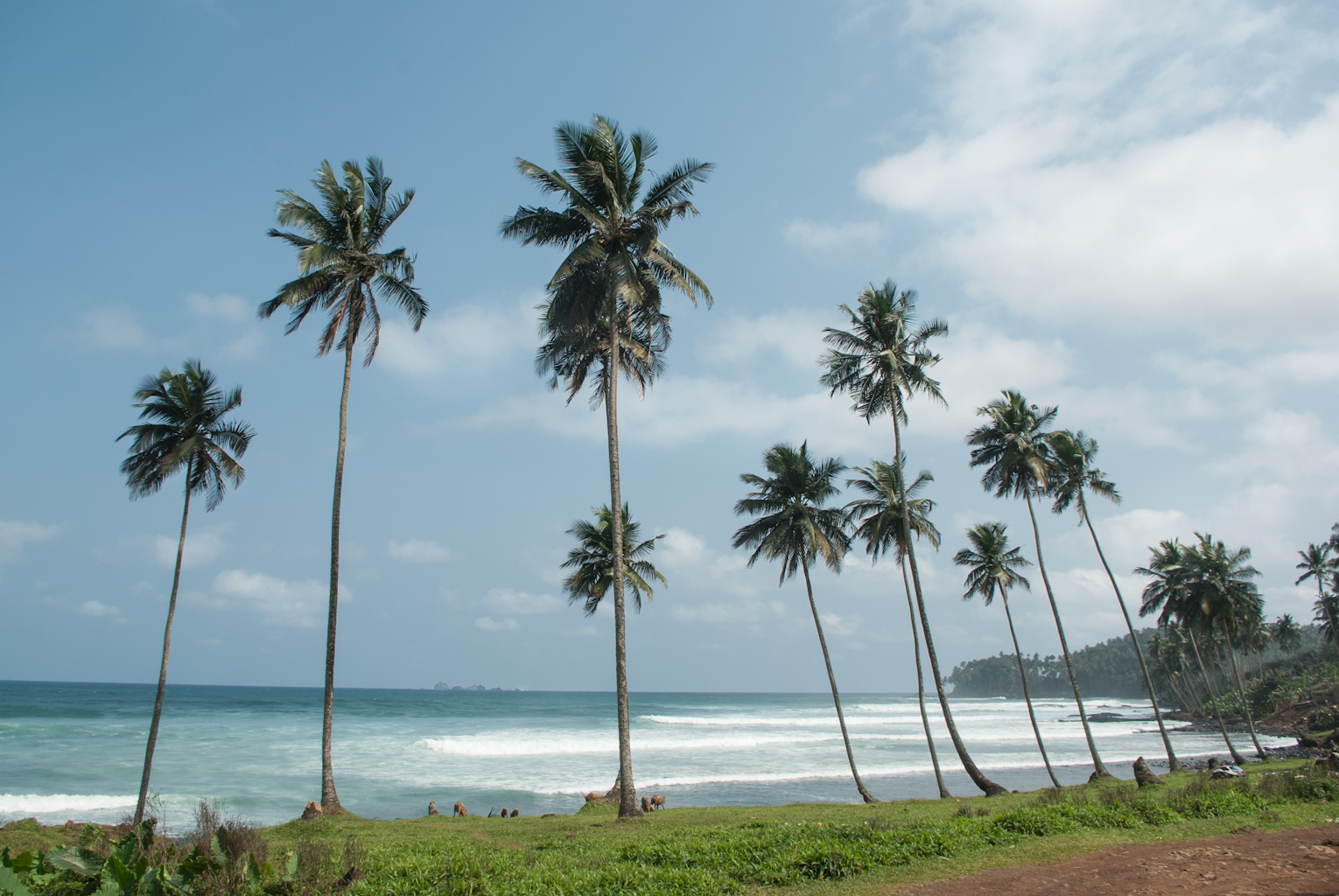
شاطئ في جزيرة رولاس
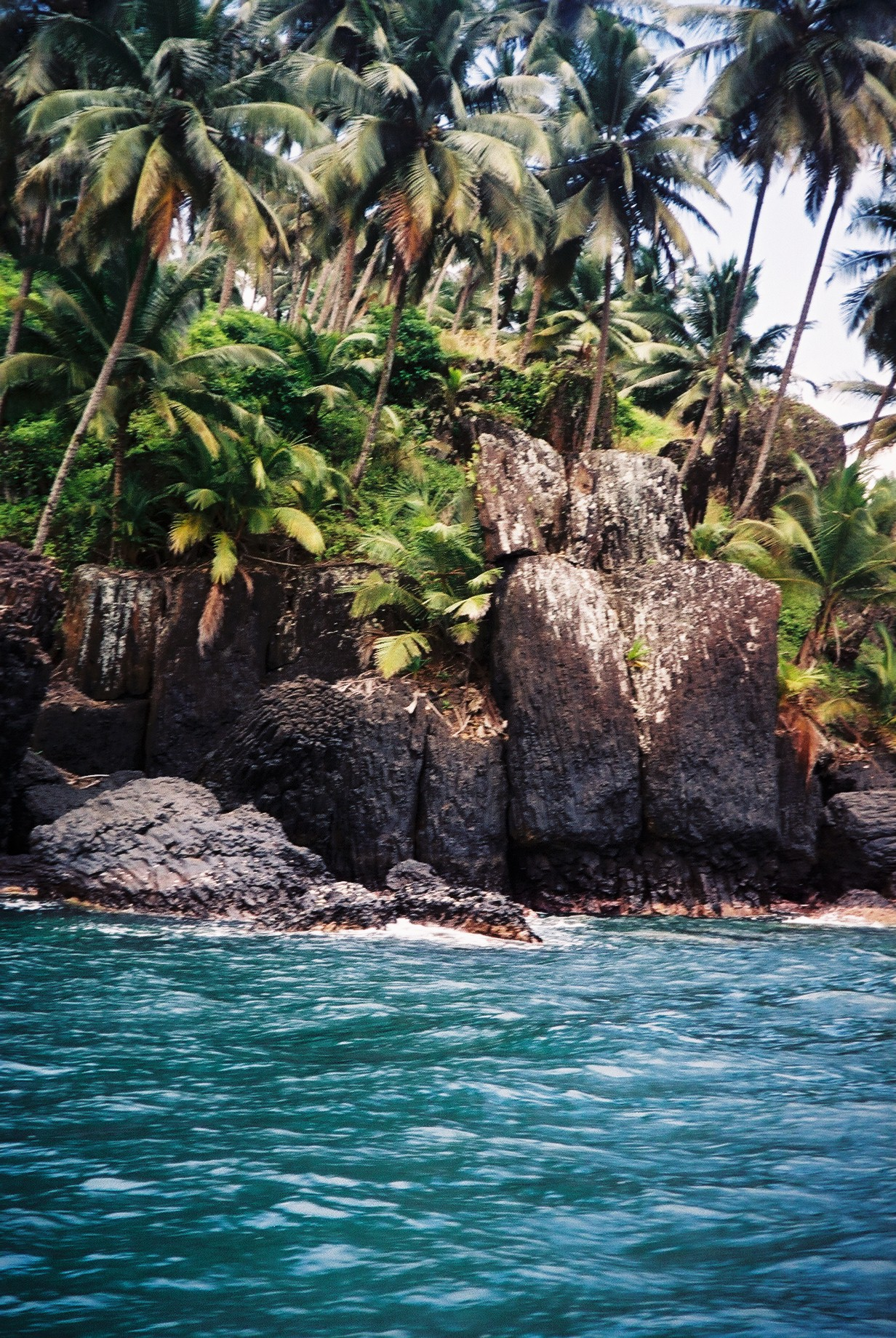
جزيرة رولاس
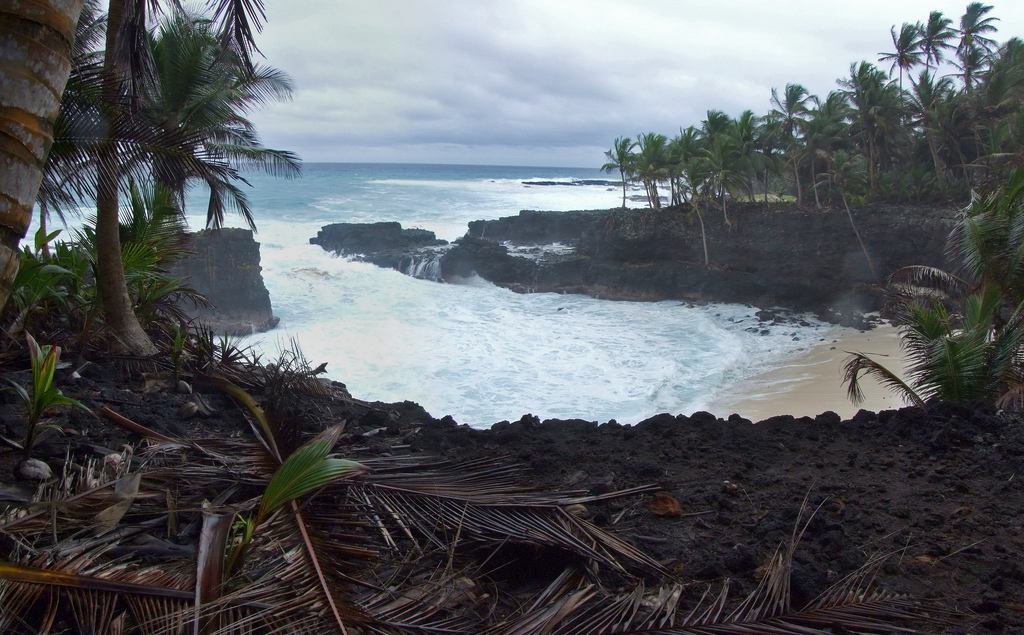
ساو تومي وبرينسيبي
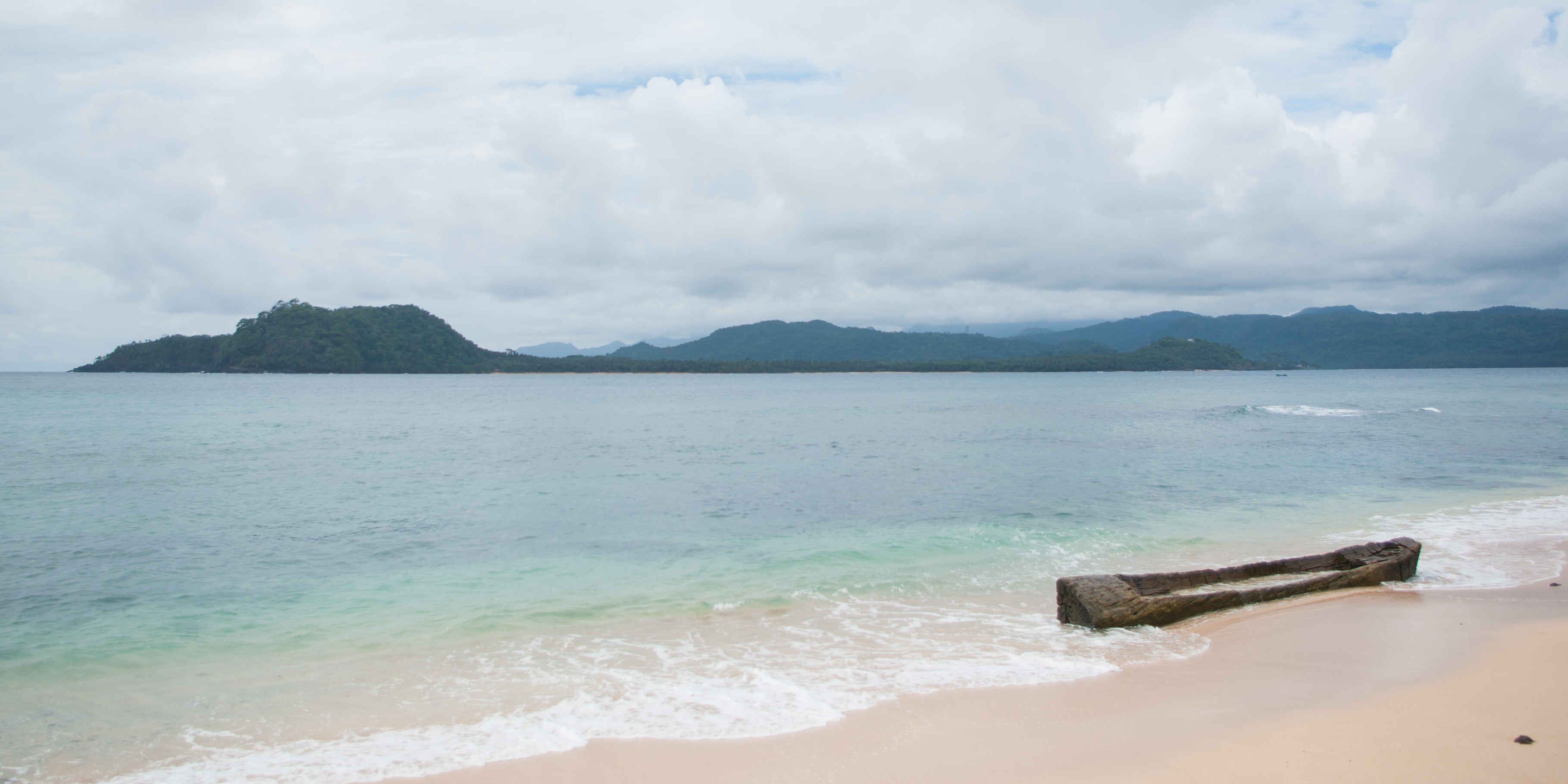
ساو تومي وبرينسيبي
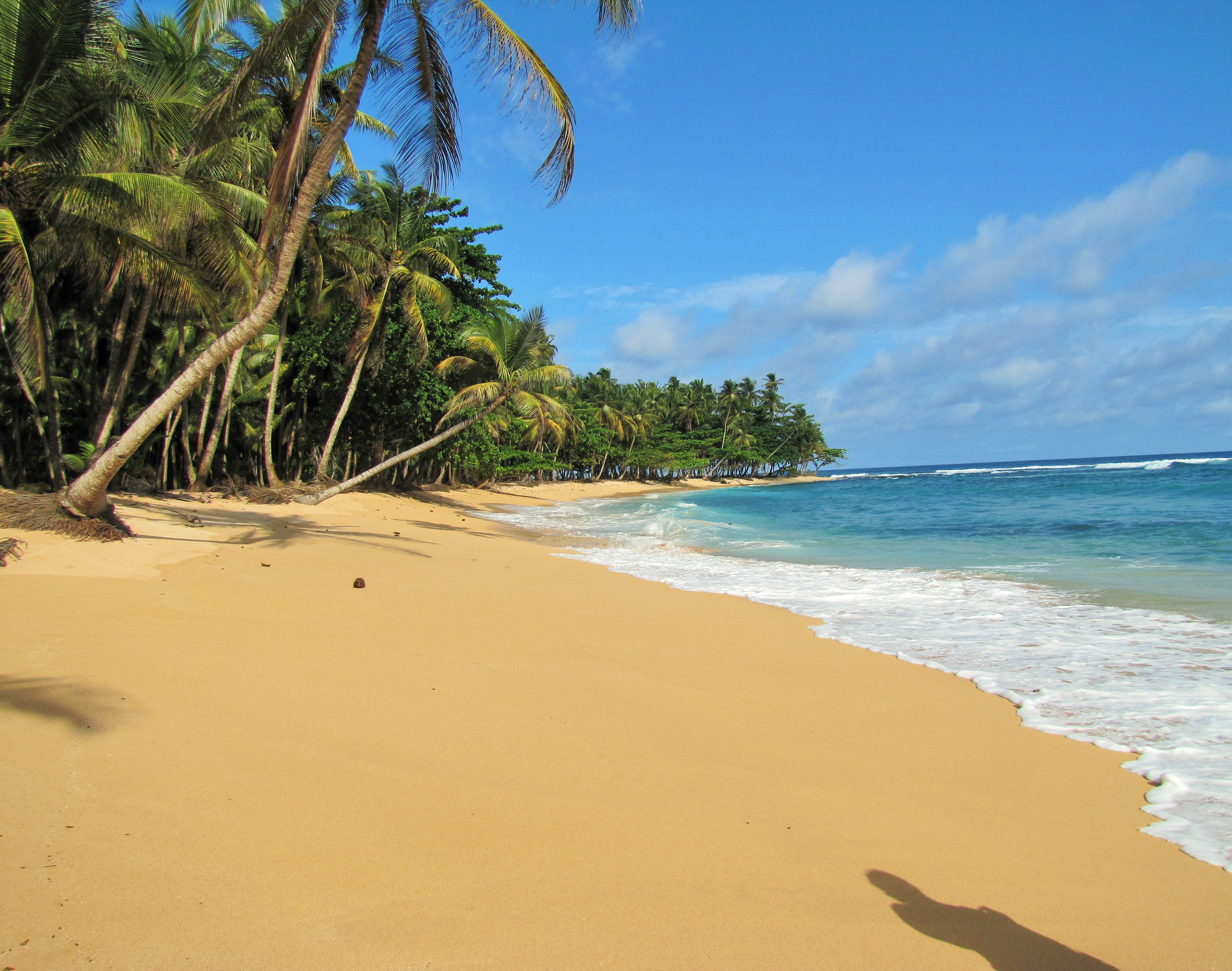
شاطئ في جزيرة رولاس
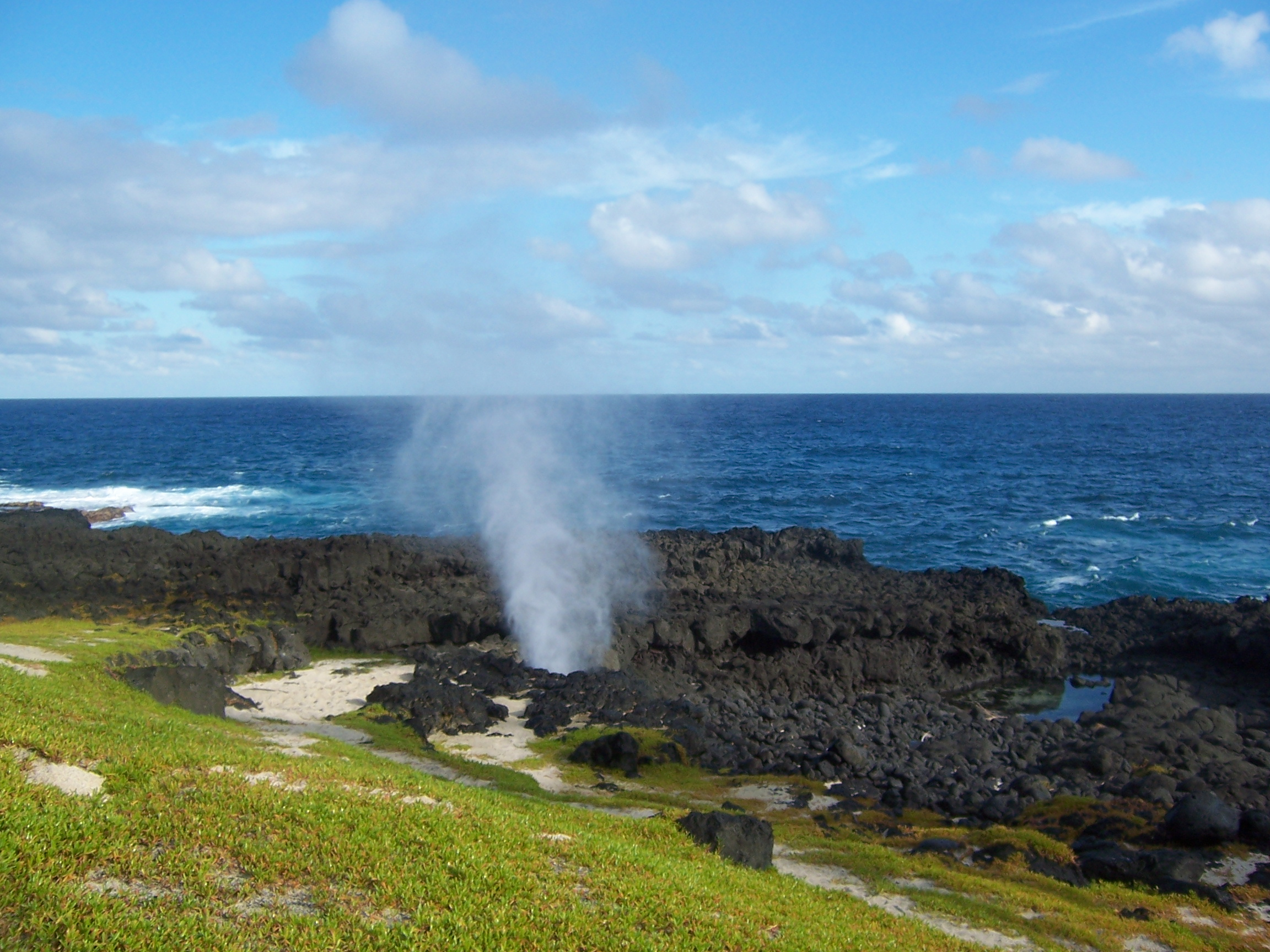
ثقب انفجاري في جزيرة رولاس